# Brecherspitz

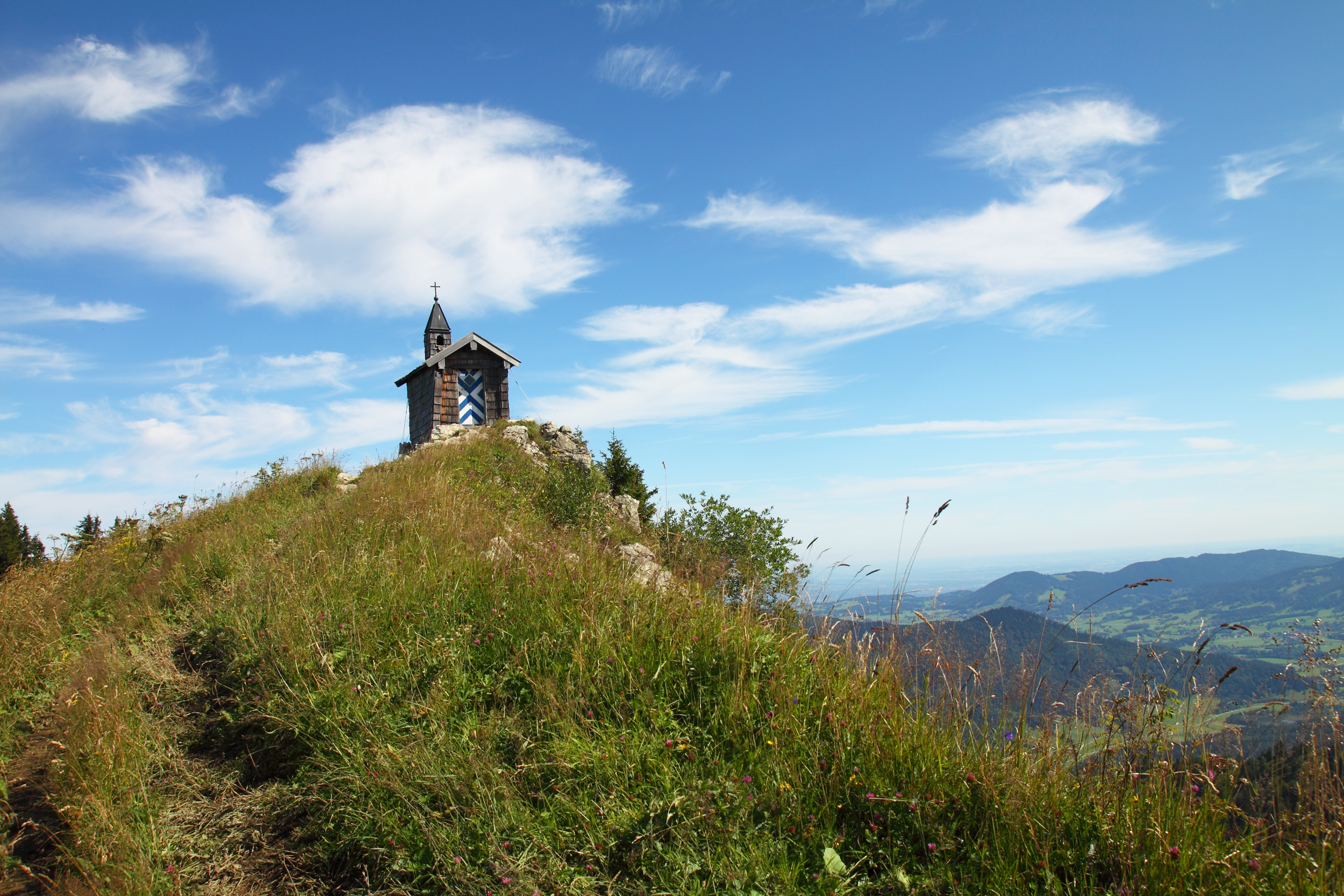
Freudenreich-Kapelle auf dem Westgrat des Brecherspitz (Freudenreichsattel)

Die Brecherspitz ist ein 1683 m ü. NHN hoher Berg im Mangfallgebirge in den Bayerischen Voralpen.

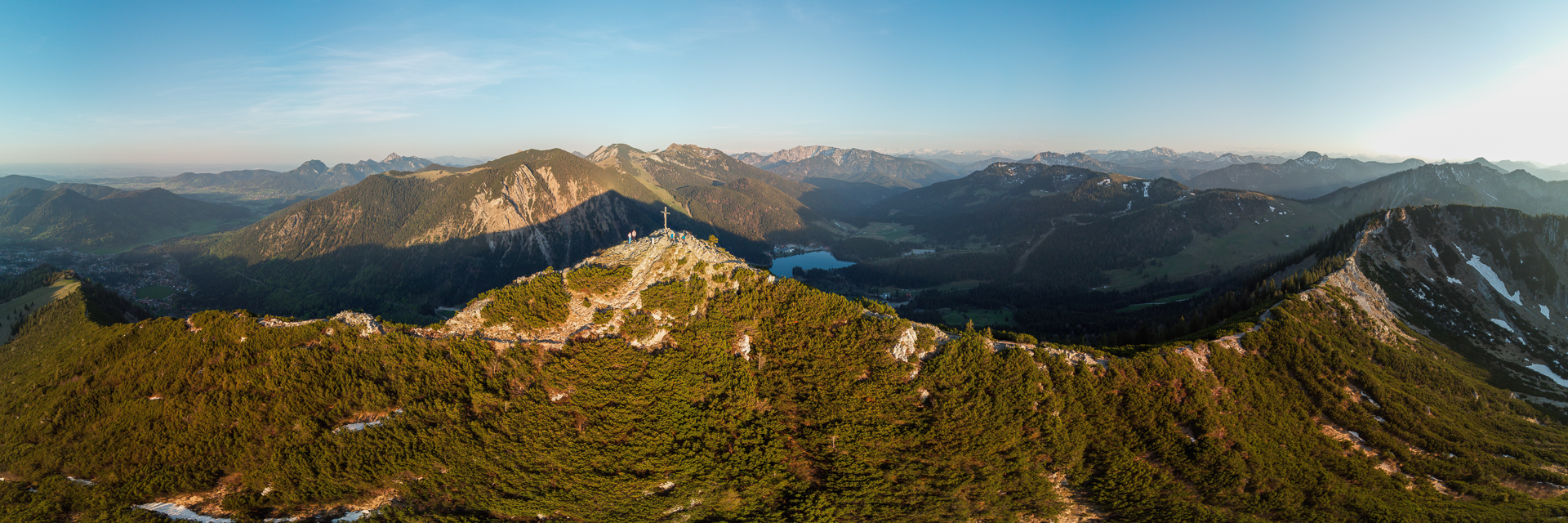
Luftbildaufnahme der Brecherspitz

## Lage
Die Brecherspitz liegt ca. drei Kilometer Luftlinie südsüdwestlich von Neuhaus am Schliersee; ihr Ostgrat erstreckt sich bis zum Spitzingsattel. Sie gehört zur mittleren Berggruppe des Mangfallgebirges, den Schlierseer Bergen. Mit ihrer markanten Pyramidenform gilt sie als der Hausberg des Schliersees. Der Berg wird erstmals in den Jahren 1078–1080 in einer Grenzbeschreibung des Hochstifts Freising als „mons Spizzinch“ (der Berg Spitzing) erwähnt.
Das gesamte Mangfallgebirge zählt zu den Münchner Hausbergen und die Brecherspitz gehört zu den von München aus am schnellsten zu erreichenden Felsgipfeln. Mit öffentlichen Verkehrsmitteln ist der Berg bequem zugänglich (Bayerische Oberlandbahn nach Fischhausen-Neuhaus oder Tegernsee; Bus zum Spitzingsee oder zur Mautstelle Enterrottach in Rottach-Egern-Kalkofen).

## Routen
- Die Brecherspitz wird in der Regel von Neuhaus aus begangen. Die Route verläuft zunächst südlich auf dem Weg durch den Dürnbachwald an der Anklalm vorbei und über den Nordgrat in 2½ Stunden Gehzeit zum Gipfel (Höhenunterschied 880 m).
- Vom Spitzingsattel aus führt ein Weg in westlicher Richtung durch die Blaik zur Oberen Firstalm, dann rechts über den Vorgipfel und von dort über den Westgrat über einen teils ausgesetzten Steig mit einigen Seilsicherungen (Trittsicherheit und Schwindelfreiheit am Gratübergang erforderlich; es gab dort bereits mehrere tödliche Abstürze), Dauer ca. zwei Stunden, Höhenunterschied 560 Meter (schwieriger als die Tour von Neuhaus aus).
- Direkt vom Spitzingsattel geht man über den Ostgrat auf einer unmarkierten, teils sehr steilen und im mittleren Teil ausgesetzten Pfadspur mit mehreren kurzen Kletterstellen (I), Schlüsselstelle sehr ausgesetzt; bei Nässe und/oder Schnee gefährlich – für den Abstieg nicht empfehlenswert (Schild „Kein Abstieg – Lebensgefahr“). Diese Route ist nur für erfahrene Bergsteiger geeignet, da sie alpine Erfahrung, Trittsicherheit, Schwindelfreiheit und etwas Kletterfertigkeit voraussetzt.
- Beliebt ist die Brecherspitz auch bei Skitourengehern, denn der früher als Piste genutzte Südwesthang oberhalb der Firstalm weist ideales Skigelände auf. Der frühere Schlepplift wurde bis auf einige Fundamente abgebaut. Allerdings wird im Winter in der Regel nur der Vorgipfel (Westschulter) bestiegen. Auf ihm steht auch eine Windmessstation vom Lawinenwarndienst Bayern.

## Wintersport
Auf den Vorgipfel der Brecherspitz führte bis etwa 1997 ein Skilift, der im Jahr 2010 endgültig abgetragen wurde. Dieses Gebiet mit dem Freudenreichlift und dem Unteren und Oberen Firstalmlift war an das Skigebiet Spitzingsee angeschlossen. Heute ist die Brecherspitz ein beliebtes Skitourenziel.